# Hydropogon fontinaloides
Hydropogon fontinaloides là một loài Rêu trong họ Sematophyllaceae. Loài này được (Hook.) Brid. mô tả khoa học đầu tiên năm 1827.